# No World Order
No World Order — шостий студійний альбом німецького павер-метал-гурту Gamma Ray, виданий 2001 року.

## Список композицій
Автор музики і слів Кай Гансен, окрім композицій з примітками. 
| #     | Назва                            | Тривалість |
| ----- | -------------------------------- | ---------- |
| 1.    | «Induction»                      | 1:01       |
| 2.    | «Dethrone Tyranny» (Ціммерман)   | 4:14       |
| 3.    | «The Heart of the Unicorn»       | 4:46       |
| 4.    | «Heaven or Hell»                 | 4:16       |
| 5.    | «New World Order»                | 5:01       |
| 6.    | «Damn the Machine» (Ціммерман)   | 5:04       |
| 7.    | «Solid»                          | 4:23       |
| 8.    | «Fire Below»                     | 5:34       |
| 9.    | «Follow Me» (Ріхтер)             | 4:43       |
| 10.   | «Eagle»                          | 6:06       |
| 11.   | «Lake of Tears» (Ріхтер)         | 6:48       |
| 12.   | «Trouble» (Japanese Bonus Track) | 5:19       |
| 51:58 |                                  |            |

## Учасники запису
- Кай Хансен — вокал, гітара
- Хеньо Ріхтер — гітара, клавішні, акустична гітара
- Дірк Шлехтер — бас-гітара
- Дан Ціммерман — ударні